# ウェスト・ワージング駅
ウェスト・ワージング駅（ウェスト・ワージングえき、英語: West Worthing railway station）は、英国ウェスト・サセックス州ワージングにあるウェスト・コーストウェイ線の鉄道駅。ゴヴィア・テムズリンク・レールウェイがサザン、テムズリンクの2ブランドで列車を運行している。1889年11月4日開業。

## 歴史
計画時にはミッドランズから南海岸へ向かう新線の南側の終着駅となる予定だったが、結局この新線は建設されなかった。
駅舎はJ・T・ファーバンクによって建設され、1889年11月4日に開業。1905年には貨物駅も併設され、1932年には貨物駅に屋根もつけられた。この屋根は2008年まで存続していたが、構造の脆弱さとアスベストが含まれていたため同年に解体された。

## 運行頻度
平日オフピーク時の運行頻度は以下の通り。なお、オフピーク時はサザンのみで営業されており、ピーク時にはテムズリンクがリトルハンプトン - ベッドフォード間で運行される。
- ロンドン・ヴィクトリア行き：毎時2本
- ブライトン行き：毎時3本（うち1本は準急）
- リトルハンプトン行き：毎時2本
- サウサンプトン中央行き：毎時1本

## 隣の駅
ナショナル・レール
■ サザン（ゴヴィア・テムズリンク・レールウェイ）
ワージング駅 - ウェスト・ワージング駅 - ダーリントン＝オン＝シー駅
■ テムズリンク（ゴヴィア・テムズリンク・レールウェイ）
ワージング駅 - ウェスト・ワージング駅 - ダーリントン＝オン＝シー駅